# 斯图尔特号护航驱逐舰
29°20′9″N 94°46′46″W / 29.33583°N 94.77944°W
斯图尔特号护航驱逐舰（英語：USS Stewart，舷号：DE-238），是美国海军于第二次世界大战期间建造的一艘埃德索尔级护航驱逐舰，其舰名取自美法短暂冲突、巴巴里战争和1812年战争期间的查尔斯·斯图尔特海军少将。
该舰由小威廉·A·波蒂厄斯（William A. Porteos, Jr.）女士冠名，于1942年7月15日在德克萨斯州休斯敦布朗造船公司铺设龙骨，随后于11月22日下水。1943年5月31日，斯图尔特号正式服役，交由布莱尼·卡拉提斯·特纳（Blaney Calatis Turner）少校指挥。

## 设计与装备
埃德索尔级护航驱逐舰的设计与巴克利级护航驱逐舰类似，均采用长船体并建有较高的舰桥。该级护航驱逐舰配备3英寸（76毫米）50倍径单装主炮，后续曾计划更换为5英寸（127毫米）38倍径主炮，但最终没有实际执行。该级护航驱逐舰由4台费尔班克斯-莫尔斯38D8-1/8-10内燃机提供动力，总功率最高可达6000匹马力，最高航速21节。其燃料舱可携带312吨重油，在12节航速下航程可达11000海里。此外，该级舰船还配备有较完善的侦查搜索系统，包括SL或SU水面雷达、SA对空雷达、QC声呐系统以及用于监听潜艇无线电的HF/DF天线。

## 服役历史
1943年6月10日，斯图尔特号完成整备离港前往加尔维斯顿，随后于14日至16日在干船坞内接受进一步调整。17日，她启程前往路易斯安那州新奥尔良报道，随后于22日离港，前往百慕大进行试航调整。一个月后，斯图尔特号进入费城海军船坞接受为期6天的检修，随后南下佛罗里达州迈阿密执行巡逻和演习任务。10月29日，斯图尔特号再次出发北上，最终于31日抵达弗吉尼亚州诺福克。此后一段时间，她都驻留当地训练船员并沿波托马克河造访了匡提科和华盛顿海军工厂。
1944年3月17日，斯图尔特号启程前往纽约州斯塔滕岛，随后于19日护送一支船队经纽芬兰阿真舍海军基地前往冰岛雷克雅未克。4月13日，斯图尔特号抵达诺福克进行为期3天的检修，25日，她再次出发护送一批船只经阿鲁巴前往巴拿马运河。5月4日，舰队完成任务开始返航，斯图尔特号继续护送她们前往关塔那摩湾，随后离队独自前往百慕大。
5月10日，斯图尔特号抵达牙买加金斯敦，此后一周，她对一艘被俘的意大利潜艇进行了多项攻击实验。18日至23日，她又被调往百慕大海域调查一个可疑的水下目标，她曾投下深水炸弹进行攻击，但没有任何收获。27日，斯图尔特号与莱因德号及温莱特号组成猎潜大队驶离金斯敦，随后她们于6月3日加入UC-24船团，护送这些舰船北上。8日，斯图尔特号离开舰队并于次日驶入马萨诸塞州波士顿。
6月25日，斯图尔特号启程前往缅因州卡斯柯湾参加反潜演习，随后于27日返回诺福克。7月1日，她护送UGF-12船团前往地中海，最终于15日抵达意大利那不勒斯。21日，她出发护送舰队返航，最终于8月3日抵达布鲁克林造船厂。此后一段时间，斯图尔特号主要执行跨大西洋护航任务并多次前往卡斯柯湾参加反潜训练及演习。
1944年12月至1945年6月，斯图尔特号被派往护送前往英国的船队，期间她先后造访了普利茅斯、法尔茅斯和利物浦。6月24日，斯图尔特号结束检修离开布鲁克林造船厂，在诺福克短暂停留后，她参加了7月上旬在关塔那摩湾举行的演习。
7月12日，斯图尔特号与姊妹舰埃德索尔号及穆尔号一同离开演习海域，于16日经巴拿马运河进入太平洋。24日，三舰抵达圣迭戈海军基地休整，28日，她们与威尔豪特号一同离港驶往珍珠港并最终于8月4日抵达目的地。此后，斯图尔特号先后与旗鱼号潜艇及巴尔的摩号重巡洋舰一同训练。日本投降后，她于9月3日启程返回美国本土，最终于27日抵达费城。

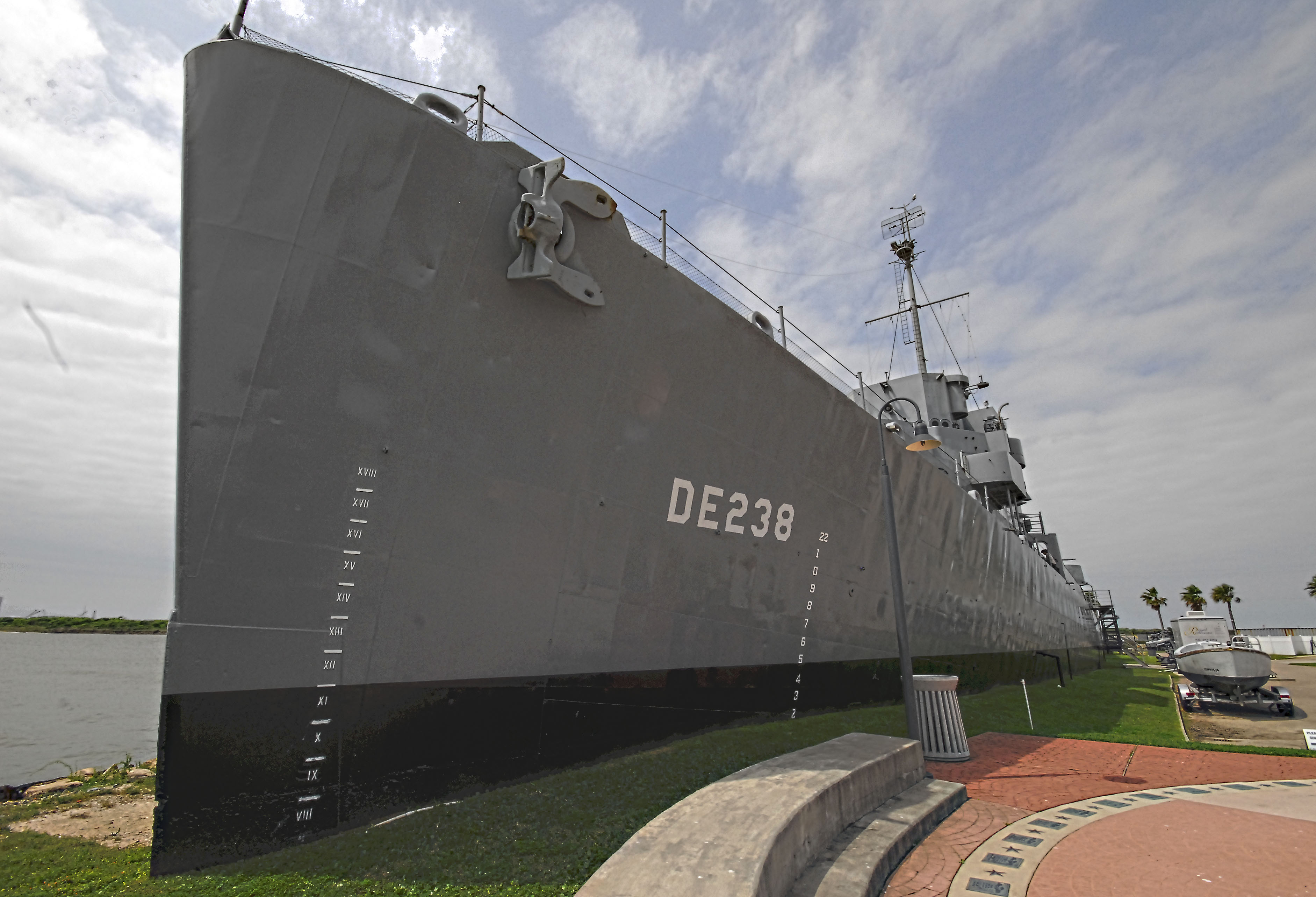
2015年的斯图尔特号护航驱逐舰

斯图尔特号随后被转入美国海军预备舰队并于1947年1月在格林科夫斯普林斯正式退役。封存期间，斯图尔特号曾三度更换锚地，于1958年、1959年和1968年分别被送至查尔斯顿、诺福克及奥兰治。1972年10月1日，斯图尔特号自美国海军除籍。
1974年6月25日，斯图尔特号被美国海军赠予德克萨斯州，此后她与棘鰭號潛艦一同作为博物馆舰停泊于加尔维斯顿鹈鹕岛。

## 荣誉
斯图尔特号服役期间所获荣誉如下：
|  |  |

| 美国战役奖章 | 第二次世界大战胜利奖章 |

## 历任舰长
| 姓名       | 译名                   | 军衔 | 所属军种       | 任职时间                    |
| ---------- | ---------------------- | ---- | -------------- | --------------------------- |
|            | 布莱尼·卡拉提斯·特纳   | 少校 | 美国海军预备役 | 1943年5月31日               |
|            | 小阿尔文·切斯利·威尔逊 | 中校 | 美国海军预备役 | 1944年1月31日               |
|            | 埃弗雷特·特里·沙哈     | 上尉 | 美国海军预备役 | 1945年12月1日               |
|            | 杰里·P·西蒙斯          | 上尉 | 美国海军预备役 | 1945年12月28日              |
|            | 理查德·H·丹尼斯        | 中尉 | 美国海军预备役 | 1946年2月13日-1946年3月27日 |
| 参考文献： |                        |      |                |                             |